# Біжко Анатолій Вікторович
Анато́лій Ві́кторович Біжко́ (нар. 7 квітня 1995, смт Верхній Рогачик, Верхньорогачицький район, Херсонська область, Україна — 1 травня 2017, смт Луганське, Бахмутський район, Донецька область, Україна) — український розвідник, старший солдат Збройних сил України, учасник російсько-української війни.

## Біографія
Народився 1995 року в смт Верхній Рогачик на Херсонщині. Був третьою дитиною в родині. Коли Анатолію було 9 років, родина переїхала до Нікополя на Дніпропетровщину. З 3-го класу навчався у Нікопольській загальноосвітній школі № 24. Після 9-го класу продовжив навчання у Нікопольському професійному ліцеї № 42, який закінчив у 2013 році за спеціальністю «маляр-штукар».
У жовтні 2013 року вступив на військову службу за контрактом, яку проходив у 74-му окремому розвідувальному батальйоні, в/ч А1035, смт Черкаське, Дніпропетровська область.
З початку російської збройної агресії проти України виконував завдання на території проведення антитерористичної операції. Учасник боїв за Іловайськ та героїчної оборони Донецького аеропорту. У січні 2015-го в аеропорту загинув друг Анатолія розвідник 74 ОРБ Сергій Касьянов, вони товаришували ще з ліцею. Після проходження реабілітації в рамках волонтерського проекту «Творчої Криївки» у Карпатах повернувся на службу, 1 грудня 2016 року переведений у 53-тю бригаду. Планував влітку 2017 року вступати до військового вищого навчального закладу.
Старший солдат, снайпер розвідувального відділення розвідувального взводу 1-ї мотопіхотної роти 43-го окремого мотопіхотного батальйону «Патріот» 53-ї окремої механізованої бригади, в/ч А2026, м. Сєвєродонецьк.
1 травня 2017 року, на «Світлодарській дузі», після 17:00 група українських військових потрапила під потужний обстріл поблизу смт Луганське на крайній до бойовиків позиції. Командир мотопіхотного відділення 3-ї роти молодший сержант Юрій Мальков дістав смертельне поранення, — ворожа куля перебила артерію. Йому на допомогу прийшли троє розвідників батальйону, але потрапили у засідку, почали відстрілюватись. У бою загинули сержант Сергій Смірнов і старший солдат Анатолій Біжко, третій розвідник дістав поранення і повернувся живим. Евакуювати тіла загиблих не вдалось через сильну вогневу протидію противника. Передача тіл українській стороні відбулась 6 травня біля м. Щастя, у присутності представників Спеціальної моніторингової місії ОБСЄ.
7 травня із трьома загиблими бійцями попрощались у Дніпрі. Похований 8 травня на міському кладовищі Нікополя.
Мати(Біжко Інга Костянтинівна) померла вісім місяців тому, залишились батько Віктор Біжко, сестра та двоє братів.

## Нагороди та відзнаки
- Указом Президента України № 318/2017 від 11 жовтня 2017 року, за особисту мужність і самовіддані дії, виявлені у захисті державного суверенітету та територіальної цілісності України, зразкове виконання військового обов'язку, нагороджений орденом «За мужність» III ступеня (посмертно)[9].
- Указом Президента України від 8 травня 2015 року нагороджений медаллю «Захиснику Вітчизни» (за оборону ДАП).
- Нагрудний знак «За зразкову службу» (відзнака Міноборони).
- Нагрудний знак «Учасник АТО» (відзнака НГШ).

## Вшанування пам'яті
6 квітня 2018 року на фасаді Нікопольського професійного ліцеї № 42 відкрили меморіальну дошку загиблому на війні випускнику Анатолію Біжко.